# Référendum sur l'indépendance de l'Estonie
Le référendum estonien de 1991 est un référendum en Estonie, ayant eu lieu le 3 mars 1991. Le référendum propose l'indépendance de l'Estonie par rapport à l'Union soviétique. Le référendum a eu lieu le même jour que le référendum sur l'indépendance de la Lettonie et trois semaines après le référendum sur l'indépendance de la Lituanie.
Le référendum a un taux de participation de 82,9 % avec 948 130 votants pour un corps électoral de 1 144 309 personnes. 78,4 %[réf. nécessaire] des votants ont répondu favorablement à la question posée soit 737 964 personnes. 21,6 % des votants se sont opposés à la question posée soit 203 199 personnes. 